# Iran Air
Iran Air (persky: هواپیمايی جمهوری اسلامی ایران) je národní vlajková letecká společnost Íránu. Je státem vlastněná. Má hlavní základnu na letišti Teherán-Mehrabád, kde také sídlí. Její druhá letecká základna je na letiště Imáma Chomejního, také v Teheránu. Kromě letů s cestujícími provozuje pod značkou Iran Air Cargo také nákladní charterové lety. Její slogan je Our Mission Is Your Safety („Naše mise je vaše bezpečnost“). K roku 2013 měla tato společnost přes 10 000 zaměstnanců. V květnu 2017 provozovala s 34 stroji lety do 56 destinací v Asii a Evropě.

## Dějiny

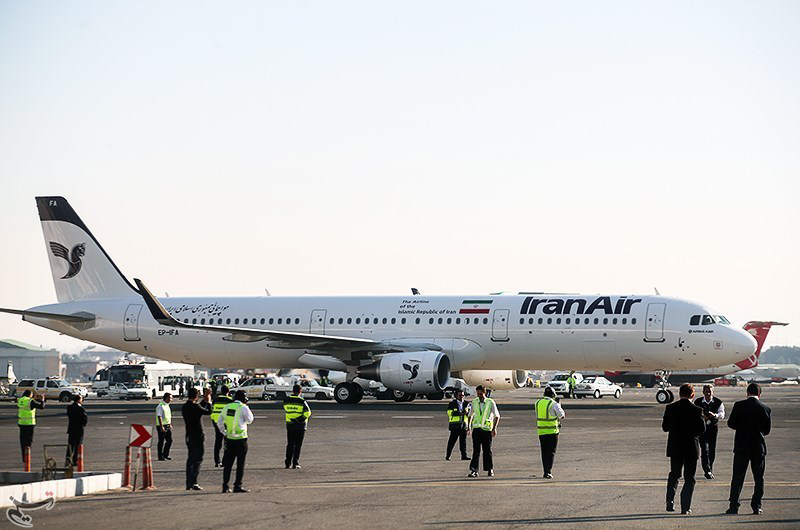
Airbus A321 z objednávky při zrušení sankcí západních zemí, 2017

Iran Air vznikly v roce 1944 jako Iranian Airways Company. Pod současným jménem Iran Air začaly fungovat v roce 1961.

### Sankce
Země od roku 1995 čelila embargu západních zemí, které zakazovalo prodej letadel i náhradních dílů do Íránu a poskytování podpory při údržbě.
Od roku 2010 začaly platit na šíitský Írán sankce, kvůli jadernému programu této země a z toho vzešlých obav okolních zemí, OSN, USA a EU. Iran Air tak nemohly v západních zemích Evropy, kam pravidelně létaly, tankovat. Společnost se částečně těmto sankcím vyhla, když se rozhodla dělat při letech do západní Evropy mezipřistání na letišti Václava Havla v Praze, kam íránské stroje létaly mezi roky 2011 až 2017.
Sankce byly (dočasně) uvolněny v roce 2016. Hned poté Iran Air učinil obrovskou objednávku na 118 letadel Airbus a 20 letadel ATR 72. Předtím byl průměrný věk letadel Iran Air 26,8 roku.

## Letecké nehody
Tento výčet není kompletní
- Let Iran Air 655 – dne 3. července 1988 byl sestřelen armádou USA nad Perským zálivem Airbus A300 této společnosti. Zemřelo všech 290 lidí na palubě. USA tento čin označily později jako omyl.